# Ansonville
Ansonville és una població dels Estats Units a l'estat de Carolina del Nord. Segons el cens del 2000 tenia 636 habitants.

## Demografia
Segons el cens del 2000, Ansonville tenia 636 habitants, 242 habitatges i 172 famílies. La densitat de població era de 168,2 habitants per km².
Dels 242 habitatges en un 28,1% hi vivien nens de menys de 18 anys, en un 44,2% hi vivien parelles casades, en un 22,7% dones solteres, i en un 28,9% no eren unitats familiars. En el 28,5% dels habitatges hi vivien persones soles l'11,6% de les quals corresponia a persones de 65 anys o més que vivien soles. El nombre mitjà de persones vivint en cada habitatge era de 2,63 i el nombre mitjà de persones que vivien en cada família era de 3,24.
Per edats la població es repartia de la següent manera: un 24,2% tenia menys de 18 anys, un 8,8% entre 18 i 24, un 26,7% entre 25 i 44, un 24,2% de 45 a 60 i un 16% 65 anys o més.
L'edat mediana era de 40 anys. Per cada 100 dones de 18 o més anys hi havia 81,9 homes.
La renda mediana per habitatge era de 26.576 $ i la renda mediana per família de 30.982 $. Els homes tenien una renda mediana de 24.231 $ mentre que les dones 17.708 $. La renda per capita de la població era de 12.754 $. Entorn del 9,7% de les famílies i el 10,7% de la població estaven per davall del llindar de pobresa.

## Poblacions més properes
El següent diagrama mostra les poblacions més properes.